# Mistrzostwa Europy Strongman 1999
Mistrzostwa Europy Strongman 1999 – doroczne, indywidualne
zawody europejskich siłaczy.
Nieoficjalne mistrzostwa.
Data: 1999 r.

Miejsce:  Wyspy Owcze (terytorium zależne Danii)
WYNIKI ZAWODÓW:
| Miejsce | Zawodnik          | Kraj        | Punkty            |
| ------- | ----------------- | ----------- | ----------------- |
| 1.      | Jouko Ahola       | Finlandia   | 56                |
| 2.      | Regin Vagadal     | Wyspy Owcze | 52                |
| 3.      | Magnus Samuelsson | Szwecja     | 43                |
| 4.      | László Fekete     | Węgry       | 34                |
| 5.      | Torfi Ólafsson    | Islandia    | 31                |
| 6.      | Berend Veneberg   | Holandia    | 28                |
| 7.      | Rene Minkwitz     | Dania       | 23 (kontuzjowany) |
| 8.      | Thomas Sorenson   | Dania       | 8 (kontuzjowany)  |